# Remi Van de Sande

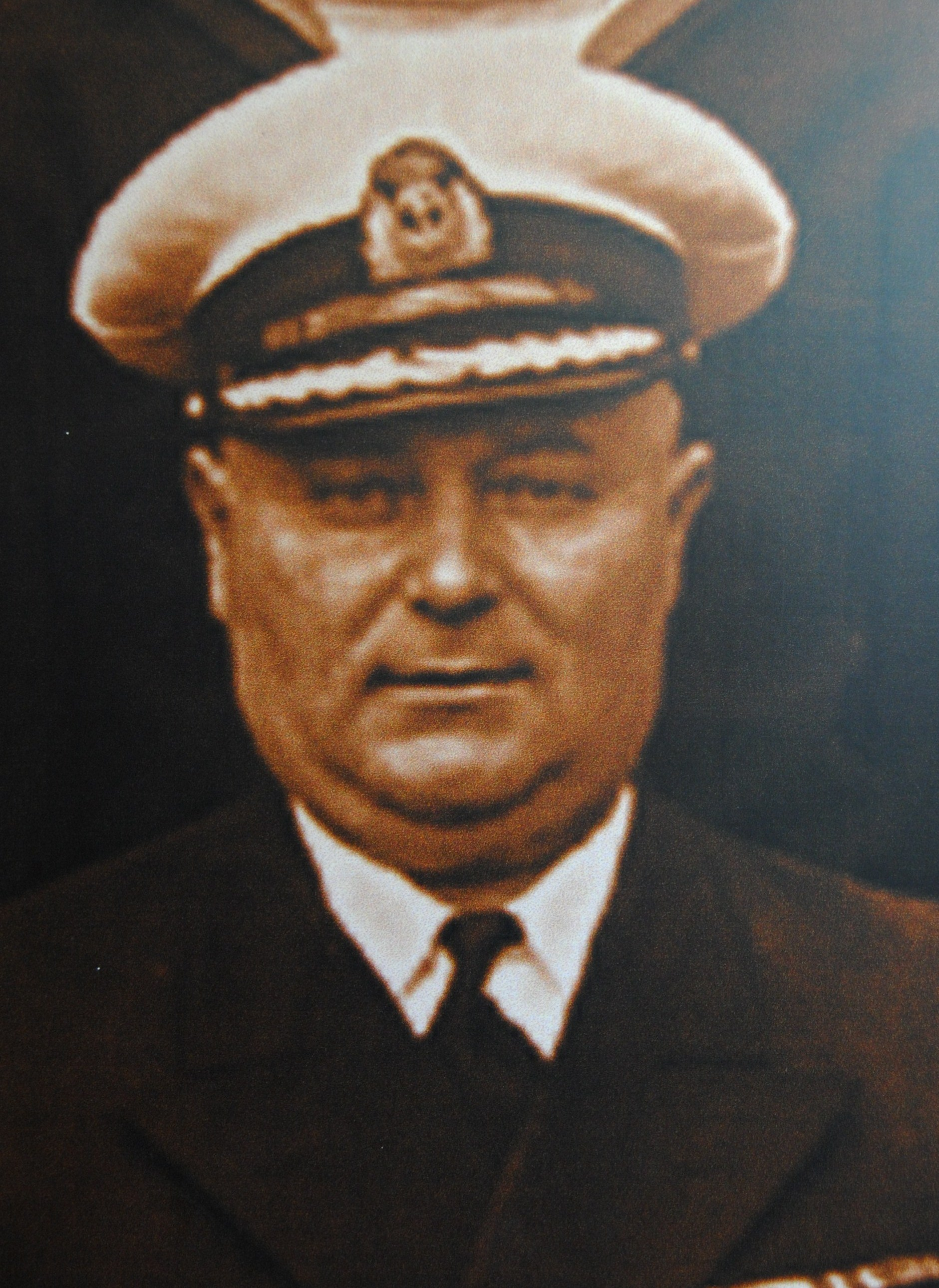
Remi Van de Sande

Remi Van de Sande (Haacht, 11 november 1893 - Antwerpen, 30 november 1969) was een commandant aan de Belgische zeevaartschool en bevelhebber van de Mercator.

## Biografie
Hij was bevelhebber van L'Avenir van 1927 - 1932. Nadat de Hamburg-Amerikalijn het schip had aangekocht verging het met man en muis op de terugreis van Australië naar Duitsland. 
Van de Sande was ook bevelhebber van het schoolschip Mercator van 1932 tot 1955. Hij maakte er 20 grote reizen mee. Tijdens een wereldomvaart in 1934-1935 pikte het schip de leden op van de Frans-Belgische wetenschappelijke expeditie op Paaseiland en bracht het twee moai naar Europa, waaronder de Pou Hakanononga van het Jubelparkmuseum. Hij haalde met de Mercator het stoffelijk overschot van Pater Damiaan op in Honolulu en bracht het over naar België in 1936.
Hij was directeur van de Belgische Hogere Zeevaartschool van 1955 - 1959.
Hij was ook een tijdje in dienst van weerschepen in dienst van het KMI.